# Belfort van Loos
Het belfort van het Stadhuis van de Noord-Franse stad Loos is een van de 56 belforten in België en Frankrijk die tot werelderfgoed van de UNESCO verklaard zijn.